# Озерский, Николай Иванович
Николай Иванович Озерский (19 апреля 1897 — 23 марта 1966) — генерал-майор технических войск (18 мая 1943), начальник Калининской военно-химической школы в 1932—1935 годах.

## Биография
Начальник Калининского военно-химической школы в 1932—1935 годах в звании военинженера 1-го ранга.
Во время Великой Отечественной войны руководил химическим управлением одного из фронтов. В 1945 году преподавал в Академии химической защиты имени К.Е.Ворошилова. Старший преподаватель кафедры ТВС в Военной академии Генерального штаба ВС СССР.
Похоронен на Введенском кладбище в Москве.

## Награды
- Орден Ленина (21 февраля 1945)[a] — за долголетнюю и безупречную службу в Красной Армии[7]
- Орден Красного Знамени:
  - 3 ноября 1944 — за долголетнюю и безупречную службу в Красной Армии[8]
  - 15 ноября 1950[b] — за долголетнюю и безупречную службу в Вооружённых силах Союза ССР[10]
- Орден Красной Звезды (21 марта 1940)[11]
- Орден Отечественной войны II степени[5]
- Медаль «XX лет Рабоче-Крестьянской Красной Армии»[1]
- Медаль «За победу над Германией в Великой Отечественной войне 1941—1945 гг.» (9 мая 1945)[4]

## Комментарии
1. ↑  По другим данным — 21 мая 1945[6]
2. ↑  Представлен к награде 2 сентября 1950 года (выслуга 30 лет к 7 ноября 1949 года)[9]